# Rákóczi (Adelsgeschlecht)
Rákóczi (auch Rákóczy) ist der Name eines der bedeutendsten Adelsgeschlechter des Königreichs Ungarn. Im Laufe der Jahrhunderte hat diese Familie zahlreiche bedeutende Politiker und Militärs im Fürstentum Siebenbürgen sowie im Königreich Ungarn hervorgebracht.

Wappen von Franz II. Rákóczi

## Die Familie

### Herkunft
Keine andere Adelsfamilie hat die Historie des Königreichs Ungarn so nachhaltig geprägt, wie das calvinistische Geschlecht der Rákóczi. Sie entstammen der Bogát-Radvány-Sippe, aus der sie zusammen mit den Cseleji, Monoky und Isépy Mitte des 13. Jahrhunderts hervorgingen. Der erste bekannte Vertreter der Rákóczi war Mihály (Michael) de Rákócz, er wird 1328 in der gleichnamigen kleinen Ortschaft Rakóc im Komitat Semplin erwähnt, als sein Sohn Balázs de Rákócz (* 1328, † 1361) geboren wurde. Die Rákóczis gehörten damals dem niederen Adel an. Ein weiterer Nachfahre dieses Geschlechtes war Johann Rákóczi (~1381; ung. Rákóczi János), welcher Vizegespan (ung. alispán) des Komitates Semplin war. Er war auch wirtschaftlich sehr erfolgreich mit Weinbau und Weinhandel.
Die Rákóczis gehören zu jenen Familien, die in der Gesellschaft Ungarns und Siebenbürgens stetig aufstiegen und im Laufe der Jahrhunderte bedeutende Positionen einnahmen. Zu Beginn des 17. Jahrhunderts zählten sie zu den bedeutendsten und wohlhabendsten Familien des ungarischen Adels. In der Zeit zwischen 1607 und 1711 stellten sie fünf Fürsten von Siebenbürgen:
- Sigismund I.
- Georg I.
- Georg II.
- Franz I.
- Franz II.

Als Fürsten von Siebenbürgen sollten sie bei der Organisation der antihabsburgischen Aufstände eine herausragende Rolle spielen. Nach Niederschlagung des letzten Aufstandes, der von Franz II. organisiert wurde, begann der Stern der Rákóczis zu sinken. Die Truppen Franz II. erlitten in der Schlacht bei Trentschin am 3. August 1708 eine entscheidende Niederlage auf die der Frieden von Sathmar folgte. Franz II. wurde gezwungen Ungarn zu verlassen und beendete sein Leben im türkischen Exil. Damit verschwanden die Rákóczis aus der ungarischen Geschichte.
Die Rákóczis waren auch als Fürsten für ihre Wohltätigkeit bekannt. Sie unterstützten die Künste und Wissenschaften und blieben der Kirche treu ergeben. Vor allem Georg I. und seine Frau Susanna Lórántffy, waren überzeugte und tatkräftige Unterstützer des Protestantismus. Franz I. konvertierte unter dem Einfluss seiner Mutter Sophia Báthory zum Katholizismus und entwickelte sich als Förderer dieses Glaubens.

### Nachkommen der Rákóczi
Franz II. hatte mit Charlotte Amalie von Hessen-Wanfried drei Söhne und eine Tochter. Leopold Ludwig Georg (ung. Lipót Lajos György, * 1696, † 1699) starb bereits im Kindesalter, ebenso seine Schwester Charlotte die vor 1700 früh starb. Die beiden jüngeren Söhne, Joseph (ung. József, * 1700, † 1738) und Georg (ung. György; * 1701, † 1756) wuchsen in Wien unter der Vormundschaft des Kaisers auf. Joseph blieb ledig, aus seinem Verhältnis mit der französischen Adeligen Marie de Contaciéra ging eine uneheliche Tochter Maria Elisabeth (* 1736, † 1780) hervor, die als Nonne in einem Pariser Kloster kinderlos verstarb. Der jüngste Sohn Georg war zweimal verheiratet. Sein gleichnamiger Sohn aus der Ehe mit Margarete Suzanne Pinthereau de Bois l’Isle (* 1702, † 1768) starb jedoch bereits als Kleinkind. Die männliche Linie der Rákóczi starb 1756 mit dem Tod Georgs aus.
Die einzige Schwester von Franz II., Juliane Barbara (Julianna Borbála, * 1672, † 1717), wurde nach dem Ende der Belagerung der Burg von Munkatsch im Jahr 1688 zusammen mit ihrer Mutter Helena Gräfin Zrinski nach Wien gebracht und, so wie ihr Bruder auch, unter die Vormundschaft von Kardinal Kollonitsch gestellt. 1691 kam Juliane in ein Wiener Kloster unter „offenen Arrest“. Als Rákóczi-Tochter und Nachfahrin der Zrinskis zählte sie zu den Feinden Österreichs. Graf Ferdinand Gobert von Aspremont-Lynden und Reckheim (* 1645, † 1708), kaiserlicher General und Feldmarschall im Dienste des Heiligen Römischen Reiches Deutscher Nation, verliebte sich in das junge, bildhübsche Mädchen. Er beschaffte sich einen Nachschlüssel zum Kloster, um die Prinzessin heimlich zu treffen. Der gutmütige Bischof Ernst von Trautson entdeckte die beiden, schritt jedoch nicht ein. Noch in der gleichen Nacht entführte Ferdinand Gobert die Prinzessin und heiratete sie – sehr zum Verdruss Kaiser Leopolds I. Für Juliane wurde es eine glückliche und sorglose Ehe, aus der sieben Kinder hervorgingen, die jedoch dem Geschlechte der Aspremonts zugerechnet werden.
Viele Familienereignisse und historische Zusammenhänge die Rákóczi Familie betreffend, gingen leider für die Forschung verloren. Das Rákóczi'sche Geheimarchiv kam in das Schloss Rotenturm an der Pinka im heutigen österreichischen Burgenland und wurde während eines Brandes im Jahre 1924 jedoch vollständig vernichtet.

### Schlussbetrachtung
Der Name Rákóczi ist auch heute noch in Ungarn lebendig. Es gibt kaum eine Stadt oder Ortschaft in Ungarn ohne "Rákócziplatz" oder "Rákóczistraße". Fürst Franz II. wird dort als ungarischer Nationalheld verehrt, dem zahlreiche Denkmäler und Statuen in den verschiedensten Städten Ungarns gewidmet und geweiht wurden. Der Rákóczi-Marsch von bedeutenden Komponisten wie Franz Liszt (in der Ungarischen Rhapsodie Nr. 15) oder Hector Berlioz (in "La damnation de Faust") verewigt, erlangte Weltruhm; beide Komponisten haben Franz II. ein musikalisches Denkmal gesetzt. Die Melodie soll auf Trompetensignalen der Kurutzen-Armee beruhen.
Bereits im beginnenden 18. Jahrhundert wurde Franz II. Rákóczi zu einer europaweit bekannten Persönlichkeit; viele bedauerten sein Schicksal im Exil. So regte der berühmte Baumeister des Barock, Johann Balthasar Neumann (* 1687, † 1753) an, eine von ihm 1737 bei der Verlegung der Fränkischen Saale entdeckte Quelle in Bad Kissingen nach dem berühmten ungarischen Freiheitskämpfer zu benennen. Und so erhielt diese Quelle den Namen „Rákóczi-Quelle“, obwohl Rákóczi sich niemals in der Kurstadt aufgehalten hatte (seit 1950 gibt es in Bad Kissingen sogar ein Rákóczi-Fest).
Auch der berühmte Tokayer ist mit dem Namen Rákóczi eng verbunden. Im Laufe des 18. Jahrhunderts wurde er zu einem bevorzugten Wein an den Königs- und Fürstenhöfen Europas. Die Tokayer Weinberge zählten zu den wertvollsten Besitzungen Ungarns und waren Eigentum der Fürsten von Siebenbürgen. Die Rákóczi machten den Wein durch geschickte Vermarktung weltberühmt. Der Tokayer wurde als „König der Weine und Wein der Könige“ (ung. „Borok királya, királyok bora“) bezeichnet. Bis heute werden die Flaschen noch mit dieser Aufschrift etikettiert: „Vinum regnum – Rex vinorum“.
Eine weitere Hinterlassenschaft Franz II. Rákóczis sind die Husaren, die sich in nahezu allen europäischen Armeen nach ungarischem Vorbild wiederfanden. In Frankreich gründete der spätere Marschall von Frankreich, Laszló Bercsényi, mit Exil-Ungarn ein Husarenregiment, das bei den französischen Fallschirmjägern noch heute besteht.
Auch wenn seit dem Tod des letzten Rákóczi über 250 Jahre vergangen sind, ist das Gedenken an die Familie Rákóczi bis in die Gegenwart bei vielen Menschen präsent. Vieles, was diese Familie geleistet hat, ist auch in der heutigen Zeit unvergessen.
Ferenc II. Rákóczi wurde auf diversen Banknoten des ungarischen Forint abgebildet. Auf dem 50 Forintschein der Serie von 1953, auf den 500 Forintschein von 1998, sowie auf der Serie von 2014 mit gleicher Nennung.

## Persönlichkeiten
- Sigismund I. Rákóczi (1544–1608), Fürst von Siebenbürgen von 1607 bis 1608
- Georg I. Rákóczi (1593–1648), Fürst von Siebenbürgen
- Georg II. Rákóczi (1621–1660), Fürst von Siebenbürgen
- Sigismund II. Rákóczi (1623–1652), Prinz von Siebenbürgen, Sohn von Georg I. Rákóczi
- Franz I. Rákóczi (1645–1676), Fürst von Siebenbürgen
- Franz II. Rákóczi (1676–1735), Fürst von Siebenbürgen und ungarischer Nationalheld